# Ogonopiór uszaty
Ogonopiór uszaty, ogonopiór uszasty (Ptilocercus lowi) – gatunek niewielkiego ssaka z rodziny ogonopiórowatych (Ptilocercidae).

## Taksonomia
Gatunek po raz pierwszy zgodnie z zasadami nazewnictwa binominalnego opisał w 1848 angielski zoolog John Edward Gray nadając mu nazwę Ptilocercus lowii. Miejsce typowe to Kuching, Sarawak, Borneo, Indonezja. Holotyp to zamontowana skóra (sygnatura BMNH 47.12.30.1) i czaszka (sygnatura BMNH 48.5.12.3) ze zbiorów Muzeum Historii Naturalnej w Londynie; okaz zebrany przez Hugh Lowa. Podgatunek continentis formalnie opisał w 1910 roku angielski zoolog Oldfield Thomas nadając mu nazwę Ptilocercus lowi continentis. Miejsce typowe to obszar 10 mi (16 km) od Kuala Lumpur, Selangor, Malezja. Holotyp to skóra i czaszka dorosłego samca (sygnatura BMNH Mammals 1910.4.17.1) ze zbiorów Muzeum Historii Naturalnej w Londynie; okaz zebrany 27 grudnia 1903 roku przez pracownika Salangor Muzeum (obecnie Muzium Negara) w Kuala Lumpur. Jedyny żyjący przedstawiciel rodzaju ogonopiór (Ptilocercus).
Autorzy Illustrated Checklist of the Mammals of the World rozpoznają dwa podgatunki.

### Etymologia
- Ptilocercus: gr. πτιλον ptilon „pióro”; κερκος kerkos „ogon”[16].
- lowii: Sir Hugh Brooke Low (1824-1905), brytyjski administrator kolonialny, przyrodnik, sekretarz kolonialny na Labuan w latach 1848–1850, rezydent Perak, na Malajach w latach 1877–1889[17].
- continentis: nowołac. continentalis „kontynentalny, z kontynentu, ze stałego lądu”, od łac. continens, continentis „stały ląd, kontynent”, od continere „trzymać się razem”[18].

## Zasięg występowania
Ogonopiór uszaty występuje w zależności od podgatunku:
- P. lowii lowii – Borneo i przybrzeżna wyspa Labuan.
- P. lowii continentis – Półwysep Malajski (od skrajnej południowej Tajlandii do jego południowej końcówki).

Populacje które nie można przypisać do konkretnego podgatunku występują również na Serasan (Wyspy Natuna), Sumatrze i kilku powiązanych wyspach, takich jak Pini i Tanahbala (Wyspy Batu), Siberut (Wyspy Mentawai), Kundur (Wyspy Riau), Lingga i Bangka.

## Morfologia
Niewielki ssak przypominający wyglądem wiewiórkę. Został wyodrębniony z rodziny tupajowatych ze względu na kilka odróżniających go cech, m.in. obecność wibrysów, których tupajowate nie mają, brak owłosienia na ogonie oraz całkowicie nocnego trybu życia. Pozostałe wiewióreczniki są aktywne w ciągu dnia. Stwierdzono również różnice w budowie szkieletu osiowego i kończyn.
Długość ciała (bez ogona) 130–150 mm, długość ogona 160–200 mm, długość ucha około 17 mm, długość tylnej stopy około 26 mm; masa ciała 50–60 g. Grzbiet ogonopióra jest szary do jasnobrązowego. Uszy są duże i zaokrąglone. U niektórych osobników występuje czarna maska wokół oczu. Długi ogon jest w 3/5 pokryty łuskami, zakończony jedynie kępką włosów, ciągle drży.

## Biologia i ekologia
Zasiedla lasy, plantacje kauczuku i domostwa w pobliżu terenów zalesionych. Występuje na różnych wysokościach od poziomu morza do 2000 m n.p.m. Często spotykany na palmach z gatunku Eugeissona tristis (eugejsona) i na winoroślach.
Gniazda o średnicy ok. 8 cm i długości ponad 40 cm zaobserwowano na drzewach, na wysokości 12–20 m od ziemi. Dotychczas nie udało się rozmnożyć ogonopiórów w niewoli. Nie wiadomo, czy mają podobną do tupajowatych biologię rozrodu. Samice mają po dwie pary sutków, co sugeruje, że w miocie występuje 1–4 młodych.
Ogonopiór uszasty jest wszystkożerny, żywi się roślinami, owadami, a nawet drobnymi kręgowcami. Jest jednym z nielicznych ssaków systematycznie spożywających pokarm zawierający alkohol – sfermentowany nektar eugejsony. Zawartość alkoholu w takim nektarze wynosi przeciętnie 0,5%, maksymalnie do 3,8%.

## Status zagrożenia
W Czerwonej księdze gatunków zagrożonych Międzynarodowej Unii Ochrony Przyrody i Jej Zasobów został zaliczony do kategorii LC (ang. least concern ‘najmniejszej troski’).